# Tirà emplomallat de Caiena
El tirà emplomallat de Caiena (Lophotriccus galeatus) és un ocell de la família dels tirànids (Tyrannidae).

## Hàbitat i distribució
Viu entre la malesa del bosc de les terres baixes a l'est de Colòmbia, est i sud de Veneçuela, Guaiana i nord-est del Brasil.